# روجر شيرمان بالدوين
روجر شيرمان بالدوين (بالإنجليزية: Roger Sherman Baldwin)‏ هو محامي وسياسي أمريكي، ولد في 4 يناير 1793 في نيو هيفن في الولايات المتحدة، وتوفي بنفس المكان في 19 فبراير 1863. حزبياً، نشط في حزب اليمين والحزب الجمهوري. وقد انتخب عضو مجلس نواب كونيتيكت وانتخب حاكم كونيتيكت ‏ (1 مايو 1844 – 6 مايو 1846) وانتخب عضو مجلس الشيوخ الأمريكي (11 نوفمبر 1847 – 4 مارس 1851).